# La nuit je mens
Pistes de Fantaisie militaire
Malaxe Fantaisie militaire
La nuit je mens est une chanson d'Alain Bashung parue en 1998 sur l'album Fantaisie militaire. Elle constitue le deuxième morceau du disque.

## Histoire
La chanson évoque la résistance, la collaboration et plus généralement le mensonge,.
Le clip, réalisé par Jacques Audiard, a reçu le prix du meilleur clip de l'année aux Victoires de la musique 1999. C'est par ailleurs sur le tournage que Bashung rencontra Chloé Mons, qui est devenue son épouse.

## Réception critique
La chanson fait partie des 3 000 morceaux classiques du rock dans l'ouvrage La Discothèque parfaite de l'odyssée du rock de Gilles Verlant.

## Analyse
Selon son co-auteur Jean Fauque, cette chanson s'inspire de l'histoire de ceux qui résistèrent à l'occupation allemande pendant la Seconde Guerre mondiale en France. Plus précisément, de ceux qui se sont réclamés de la résistance quand l'issue du conflit était évidente, ceux qu'on nomme « les résistants de la dernière heure ». 
Le thème de la résistance aurait été inspiré par les affaires Bousquet et Papon.

## Reprises
Cette chanson a fait l'objet de plusieurs reprises :
- Gérard Blanchard dans son album La migraine du moineau en 2003
- Mustang sur son EP Mustang reprend en 2012
- Sophie-Tith sur son album Premières rencontres (2013)
- Rosemary Standley dans son album A queen of hearts en 2016
- Cachemire sur un single en 2018 [5]
- Nach sur son album Piano-voix en 2020[6]
- Tom McRae
- Hubert-Félix Thiéfaine [réf. nécessaire]
- Arthur H.[réf. nécessaire]
- Lena Woods et de Hélène Siau dans l'émission The Voice : La Plus Belle Voix de 2016 et de 2017[réf. nécessaire]
- Zazie sur son album L'intégraRe
- Guillaume Hoarau, version créole Volèr l'amour[7]